# 별날개골풀
별날개골풀(학명: Juncus diastrophanthus)은 벼목 골풀과에 속하는 여러해살이풀이다. 대한민국에서는 전국 각지에 분포하는 풀이다.